# Acacia semicircinalis
Acacia semicircinalis é uma espécie de leguminosa do gênero Acacia, pertencente à família Fabaceae.